# خارگیل خونی
خارگیل خونی (نام علمی: Durio kutejensis) نام یک گونه از سرده خارگیل است.